# پل گریشوک
پل گریشوک (آلمانی: Paul Grischok؛ زادهٔ ۲۶ فوریهٔ ۱۹۸۶) بازیکن فوتبال اهل لهستان است.
از باشگاه‌هایی که در آن بازی کرده‌است می‌توان به باشگاه فوتبال ویدزف ووچ، باشگاه فوتبال سروت ۱۸۹۰، و باشگاه فوتبال دینامو برلینر اشاره کرد.